# DreamWorks Classics
Dreamworks Classics é uma empresa estadunidense de produção e distribuição de desenhos animados, integrante da DreamWorks Animation, agora uma subsidiária da NBCUniversal. Foi fundada em 2000 como Classic Media. Em 2012 a Classic Media foi renomeada para Dreamworks Classics. Seus trabalhos mais notáveis são os desenhos Casper the Friendly Ghost, Gerald McBoing Boing e Mr. Magoo.

## Bibliotecas
Catálogos
- Catálogo da United Productions of America (Mr. Magoo, Gerald McBoing-Boing, etc.)[4] incluindo:
  - Alguns filmes de Godzilla sob licença da Toho.[5]
- Catálogo da Harvey Entertainment (Casper the Friendly Ghost, Richie Rich, Baby Huey, etc.),[6][7]
- Catálogo da Golden Books/Gold Key Comics (Magnus, Robot Fighter, Doctor Solar, Turok, Little Lulu, etc.)[8][9]
- Catálogo da Broadway Video (Lassie, Lone Ranger, Sergeant Preston of the Yukon, Underdog, Tennessee Tuxedo and His Tales, Rudolph the Red-Nosed Reindeer, Frosty the Snowman, Santa Claus Is Comin' to Town, etc.)[10][11]
- Catálogo da Entertainment Rights,[12] incluindo:
  - Catálogo da Filmation (He-Man and the Masters of the Universe, BraveStarr, etc.)[13]
  - Catálogo da Woodland Animations (Postman Pat, Charlie Chalk)[14]
  - Catálogo da  Tell-Tale Productions (Tweenies, Boo!, etc.)[15][16]

Marcas de personagens
- Noddy[17]
- Olivia[18]
- Felix the Cat[19]
- Where's Wally?[20]
- H.R. Pufnstuf

Licenças
- Voltron[21]

- Catálogo da  Tribune Media Services (Dick Tracy, Brenda Starr, Reporter, Gasoline Alley, Broom-Hilda, etc.)[22][23]

Joint ventures
- Bullwinkle Studios, é uma joint venture com a Jay Ward Productions para produzir e administrar o catálogo da Jay Ward (The Rocky and Bullwinkle Show, Mr. Peabody & Sherman, George of the Jungle, etc.)[24][25]